# جامعة الملكة أروى
جامعة الملكة أروى هي جامعة خاصة يمنية تأسست في 1996 في اليمن باسم الملكة أروى الصليحي
الجامعة لديها بعض المجالات المختلفة من الدراسات بما في ذلك العلوم الإنسانية والعلوم الاجتماعية، العلوم التجارية والإدارة، والهندسة، والعلوم الطبية، التعليم العالي، والفن والقانون وعلم الأحياء الدقيقة.

## الكليات
بدأت الجامعة بثلاث كليات هي: كلية الآداب والعلوم الإنسانية وكلية الهندسة وعلوم الحاسوب وكلية الحقوق في العام الدراسي 1995/1996م. ثم افتتحت كلية الاقتصاد والعلوم الإدارية في السنة الدراسية 1996م/1997م، بعدها استحدثت كلية طب الأسنان والصيدلة في العام الدراسي 2002م/ 2003م. وفي العام الدراسي 2003م /2004م أعيد النظر في هيكلة تشكيل الكليات لتصبح على النحو الآتي:
1. كلية الآداب والعلوم الإنسانية.
2. كلية الاقتصاد والعلوم الإدارية.
3. كلية الحقوق.
4. كلية الهندسة وعلوم الحاسوب.
5. كلية العلوم الطبية.

## العضوية
عضو في كل من:
- المجلس الأعلى للجامعات اليمنية.
- اتحاد الجامعات العربية.
- اتحاد جامعات العالم الإسلامي.
- اتحاد الجامعات الأوروبية.
- اتحاد الجامعات الدولية.
- اتحاد الجامعات الأهلية اليمنية.

## وصلات خارجية
- الموقع الرسمي للجامعة
- صفحة جامعة الملكة أروى على يوتيوب